# Purificazione (film)
Purificazione (Mr. Soft Touch) è un film del 1949 diretto da Henry Levin e Gordon Douglas.

## Trama
Poco prima di Natale Joe Miracle, ex soldato in congedo, torna a casa e scopre che la mala ha ucciso il socio con cui gestiva un night club. Per scappare dalla stessa sorte prende 100.000$ dalla cassaforte e scappa rifugiandosi in una colonia tenuta da una ragazza. Uno scoop giornalistico però porta i gangster sulle sue tracce e arrivano a bruciare la casa dove ha trovato riparo. Dopo una nuova fuga decide di tornare dalla ragazza e di donarle i soldi per ricostruire la sua proprietà ed è proprio lì che i malavitosi lo attendono.